# Biedaszkowski Groń
Biedaszkowski Groń (630 m) – szczyt w Paśmie Pewelskim, które w regionalizacji fizycznogeograficznej Polski według Jerzego Kondrackiego zaliczane jest do Beskidu Makowskiego, w nowszej regionalizacji z 2018 roku do Pasm Pewelsko-Krzeszowskich.
Nazwa Biedaszkowski Groń jest pochodzenia ludowego, podał ją np. Andrzej Komoniecki w książce „Chronografia albo Dziejopis Żywiecki” przy opisie granic dóbr żywieckich. Na niektórych mapach brak tej nazwy, podano tylko wysokość 640 m, mapa Compassu podaje nazwę bez wysokości, według poziomicowej mapy Geoportalu jest to około 635 m, mapa lotnicza Geoportalu podaje 630 m.
Południowo-zachodnie stoki Biedaszkowskiego Gronia opadają do Koszarawy, południowo-wschodnie do potoku Mutnik, północno-zachodnie do Pewlicy. Jest niemal w większości porośnięty lasem, najwyżej pola i zabudowania podchodzą na stoku południowo-wschodnim. Na Biedaszkowskim Groniu graniczy z sobą kilka miejscowości: Pewel Mała, Rychwałdek, Pewel Ślemieńska i Mutne.